# Stenopsyche huangi
Stenopsyche huangi är en nattsländeart som beskrevs av Tian 1985. Stenopsyche huangi ingår i släktet Stenopsyche och familjen Stenopsychidae. Inga underarter finns listade i Catalogue of Life.